# Maximilien Désiré Vital-Puissant
Maximilien Désiré Vital-Puissant (1831-1878) est un écrivain bibliographe, éditeur, et libraire belge.
Publiant des ouvrages clandestins, il adopta de nombreux pseudonymes tels que M. de C., Viest' Lainopts, Ph. J. G. B., Ephraïm Ben-Israël.

## Biographie
Originaire de Walcourt, Vital Puissant ouvre, vers le milieu des années 1860, une boutique à Bruxelles, au 14, Grand'Place, appelée « La Librairie cosmopolite ». Une habile couverture car il se présente sous diverses identités comme expert d'ouvrages rares, peu courant, singuliers (des curiosa), rédigeant pour ses catalogues de vente des notices croisant différentes références, dans un domaine bibliophilique très pointu, la littérature érotique. Une vingtaine de petites maisons d’édition clandestines vont se développer en Belgique à cette époque. Vital Puissant devient le principal concurrent de Poulet-Malassis, quand celui-ci s'installe à Bruxelles, à l'abri des foudres impériales et de la censure. De fait, il ne cesse d'attaquer le Second Empire, Napoléon III et Eugénie, à travers des pamphlets,.
Vital Puissant fait partie, avec Gay et Doucé, d'une génération d'éditeurs belges très importante, éditrice de grands ouvrages érotiques en langue française (entre autres) et d'auteurs vivant en exil comme Victor Hugo. Les éditeurs Henry Kistemaeckers père et Auguste Brancart furent très influencés par son activisme.
Après la chute de l'Empire, il poursuit ses activités éditoriales. Il édita entre autres des écrits pro-communards, par exemple ceux d'Alfred de La Guéronnière en association avec Édouard Dentu, et des textes impubliables en France comme Les Amies de Paul Verlaine (1871), et d'autres encore de Sade, Restif de La Bretonne, et d'Andréa de Nerciat ; l'une de ses collections à succès fut « La Bibliothèque galante ».
Il finit par s'associer à une libraire belge, Virginie Sluys, afin de se couvrir en cas de contrôle judiciaire — qui se tardèrent pas à lui tomber dessus. Il proposait en effet à la vente d'énormes quantités de photographies, reproduisant des peintures de nus, des gravures obscènes ; par ailleurs, il copiait allègrement et sans vergogne Jules Gay ; bref, entre 1874 et 1877, tous ses stocks clandestins furent saisis par la police et ainsi disparut une très grande partie de ses catalogues et productions.